# Fontaine-l'Étalon

Fontaine-l'Étalon este o comună în departamentul Pas-de-Calais, Franța. În 1 ianuarie 2022 avea o populație de 94 de locuitori.